# 法城寺正弘
法城寺 正弘（ほうじょうじ まさひろ）は、江戸時代の武蔵国の刀工。但州法城寺派の末裔という。通称「三郎太夫」。新刀上々作にして業物。近江守受領、法城寺橘正弘。
作柄としては虎徹に似た刃文を焼く。江戸時代には作風が虎徹に酷似していたため、銘を潰され虎徹の偽銘を切られ偽虎徹として流通していたとも言われている。実際に現存する作品を慧眼するところ虎徹同様大変優れた刀工であることがわかる。江戸石堂派とも関係があったといわれている。